# Nuctemeron
Het Nuctemeron is een boek dat wordt toegeschreven aan de neoplatonist Apollonius van Tyana.
De authenticiteit van het boek wordt in twijfel getrokken, daar het pas eeuwen later voor het eerst opduikt. De titel wordt meestal in het Nederlands vertaald als De dag van de nacht of eerder symbolisch als Het licht in de duisternis. Het boek bestaat uit twaalf symbolische uren, elk geregeerd door zeven genii.
In esoterische kringen wordt dit werk geïnterpreteerd als een methode van spirituele groei, waarbij de twaalf uren staan voor twaalf stappen in deze groei.

## Tekst van de twaalf uren van het Nuctemeron
Het eerste uurIn de eenheid zingen de demonen de lof van God, ze verliezen hun boosaardigheid en hun woede.
Het tweede uurDoor de tweeheid zingen de vissen van de Zodiak de lof van God, de slangen van vuur strengelen zich om de Caduceüs (staf van Hermes en de bliksem wordt harmonieus.
Het derde uurDe slangen van Hermes' Caduceüs omslingeren elkaar driemaal, Cerberus opent zijn drievoudige muil en zingt de lof van God door de drie tongen van de bliksem.
Het vierde uurBij het vierde uur keert de ziel terug om de graftomben te bezoeken, het is het ogenblik waarop de vier magische lampen worden ontstoken, op de vier hoeken van de kringen, het is het uur van de betoveringen en de begoochelingen.
Het vijfde uurDe stem der grote wateren zingt de God der hemelse sferen.
Het zesde uurDe geest houdt zich onbeweeglijk, hij ziet de monsters der hel naar zich toe optrekken en hij is zonder vrees.
Het zevende uurEen vuur dat het leven geeft aan alle bezielde wezens, wordt gericht door de wil der zuivere mensen. De ingewijde strekt zijn hand uit en het lijden komt tot vrede.
Het achtste uurDe sterren spreken met elkaar, de ziel der zonnen is verbonden met de zucht der bloemen, ketens van harmonie laten alle wezens der natuur zich met elkaar verbinden.
Het negende uurHet getal dat niet mag worden geopenbaard.
Het tiende uurDit is de sleutel van de astronomische cyclus en de kringloop van het leven der mensen.
Het elfde uurDe vleugels der genii bewegen zich met een mysterieus geruis, ze vliegen van de ene sfeer naar de andere en brengen de boodschappen van God van wereld naar wereld.
Het twaalfde uurHier worden door het vuur de werken van het eeuwige licht volbracht.